# Kevin Rahm
Kevin Rahm, född 7 januari 1971 i Mineral Wells i Texas, är en amerikansk skådespelare.
Rahm är bland annat känd för roller som Kyle McCarty i Vem dömer Amy?, Lee McDermott i Desperate Housewives och Ted Chaough i Mad Men.

## Filmografi i urval
- 2000 – Betty tur och retur
- 2001–2004 – Vem dömer Amy? (TV-serie)
- 2004 – Alfie
- 2007–2012 – Desperate Housewives (TV-serie)
- 2010–2015 – Mad Men (TV-serie)
- 2014 – Nightcrawler